# Covansys
Covansys war ein amerikanisches Beratungs- und IT-Unternehmen. Es wurde 1985 in Michigan gegründet und zählte zu den Pionieren im Bereich Offshoring und Outsourcing.
Als global agierendes IT-Dienstleistungsunternehmen mit Sitz in Farmington Hills hatte Covansys zuletzt rund 8.500 Mitarbeiter, davon mehr als 4.000 in Standorten in Chennai, Mumbai und Bangalore in Indien. Im Jahr 2005 machte Covansys einen weltweiten Umsatz von 434 Mio. US-Dollar mit einem Nettogewinn von 37,5 Mio. US-Dollar.
Der Vorstandsvorsitzende von Covansys, Raj Vattikuti, sieht als großen Vorteil von Covansys die Pionierrolle im globalen Outsourcing-Markt seit 1992 in Kombination mit einem lokalen, auf den Markt zugeschnittenen Projektmanagement.
Die deutsche Covansys Niederlassung mit Sitz in München wurde 1998 gegründet und ist auf die Branchen Financial Services, Manufacturing und Telekommunikation spezialisiert.
Im Mai 2007 wurde Covansys von der Computer Sciences Corporation aufgekauft.